# Frosinone
Frosinone je italské město v Laziu, hlavní město stejnojmenné provincie a kraje Valle Latina (Latinské údolí). V roce 2012 zde žilo 47 814 obyvatel.

## Historie
Frosinone bylo městem již v době Volsků a jmenovalo se Frusna. Po konečné porážce Volsků se město stalo roku 338 př. n. l. součástí římské říše. Roku 306 př. n. l. se město vzbouřilo proti Římu a tato vzpoura skončila vypleněním města a popravou vůdců v Římě. V období pozdní antiky se ve městě narodili dva pozdější papežové, kteří jsou patrony města. V období stěhování národů a během středověku bylo město několikrát zničeno a jako důležitá pevnost u silnice Via Latina znovu zbudováno. Poslední vyplenění města se stalo roku 1556.

## Sousední obce
Alatri, Arnara, Ceccano, Ferentino, Patrica, Supino, Torrice, Veroli

## Části obce
Capo Barile Nicolia, Cavoni, Centro Storico, Colle Cannuccio, Colle Cottorino, Giardino, Impratessa, La Cervona, La Pescara, Le Pignatelle, Le Rase, Madonna della Neve, Maniano, Pratillo, San Liberatore, Selva dei Muli, Stazione, Valle Contessa, Vetiche I.

## Osobnosti města
- Hormisdas († 523), papež
- Silverius († 537), Papež
- Carlo Ricciotti (1675 – 1756), skladatel
- Anton Giulio Bragaglia (1890 – 1960), umělec a režisér
- Carlo Ludovico Bragaglia (1894 – 1998), režisér
- Jim Boni (* 1963), hokejový trenér

## Partnerská města
- Elmwood Park, USA
- Nocera Umbra, Itálie
- Tecumseh, Kanada